# Иван Попиванов (политик)
Вижте пояснителната страница за други личности с името Иван Попиванов.
Иван Попконстантинов Попиванов е български политик и адвокат.

## Биография
Роден е на 21 юни 1894 г. в Русе в семейството на Константин Иванов и Кръстана Рачева. Женен е за Бистра Георгиева Наследникова. Имат 2 деца.
Основно и средно образование получава в Русе. Участва във войните. След Първата световна война завършва право в София. Стажува в русенския съд и става адвокат. Съосновател на юношеското туристическо дружество „Дунав-Русе“ и туристическо дружество „Приста“. Член на съюза на провинциалните журналисти. От 1922 г. издава вестник „Ратник“ и „Дунавска трибуна“.
От 1925 г. е председател на читалище „Свети Кирил и Методий“ в Кубрат и развива широка културно-просветна дейност. Председател е на акционния комитет за свързване на Делиормана с ж.п. мрежата на страната, на Комитета за културно-стопанско развитие на Кубрат. Избран е за народен представител в XXV ОНС и е член на парламентарната комисия за дейността на Министерството на правосъдието.
Осъден на смърт от т.нар. Народен съд и разстрелян на 2 февруари 1945 г. Присъдата е отменена с Решение 243 на Върховния съд от 12 април 1996 г.